# 增隆昌古城

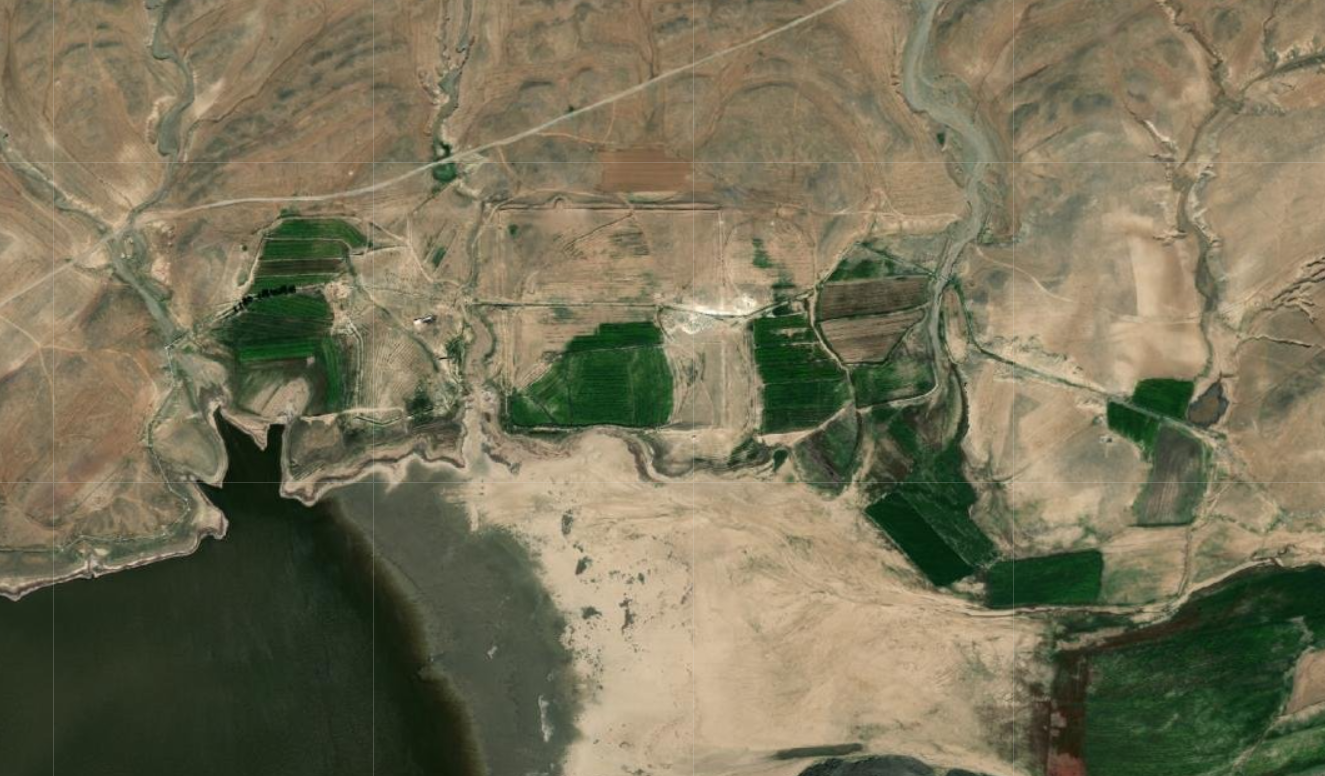

增隆昌古城，位于内蒙古巴彦淖尔市乌拉特前旗小佘太镇增隆昌水库以北，呈正方形，占地约10万平方米。有考古学家认为这座古城是汉代光禄徐自为所建“光禄城”，也有考古学家持反对意见。